# Agathosma apiculata
Agathosma apiculata är en vinruteväxtart som beskrevs av Ernst Meyer. Agathosma apiculata ingår i släktet Agathosma och familjen vinruteväxter. Inga underarter finns listade i Catalogue of Life.